# 2015年苗栗縣財政危機
2015年苗栗縣財政危機，於2015年7月開始爆發，起因為2014年卸任的前縣長劉政鴻任內辦活動及建設舉債過度，其負債比率高居全國之冠。也成為第一個無法發出縣政府公務員薪資的縣市。甚至被部分媒體比擬為「台灣版的希臘」。

## 背景
2015年7月10日，剛上任未滿一年的苗栗縣縣長徐耀昌北上至台北市，請求行政院提供協助，以解決7月份員工薪水發不出來的問題，苗栗縣財政危機的問題才爆發開來。最主要的原因是該月份需發放縣府員工的薪資約6億元，公教人員退休金、撫慰金和撫卹金約6億元，合計12億元，但直到7月9日短缺8億元，確定無法發放該月薪資，故縣長才至中央政府求援，提出由中央紓困100億元的需求。而薪資發放的問題，是從徐耀昌上任以來就已延期發放多次。

## 負債程度
2016年10月6日，監察院通過對苗栗縣前縣長劉政鴻的彈劾案，依苗栗縣審計室公佈的「苗栗縣政府一〇四年度總決算審核報告」記載，至2015年底該縣負債金額達676億元，包含一年以上及未滿一年公共債務未償餘額合計達392.8億元（均超過法定上限）、向中央調借統籌分配稅款及特定專戶與基金調借的167.3億元、前年度應付保留款116.1億元等潛藏性負債等，債務占歲出比率居全國各縣市之冠，部分媒體比擬為「台灣版的希臘」。